# Howard Scott Warshaw

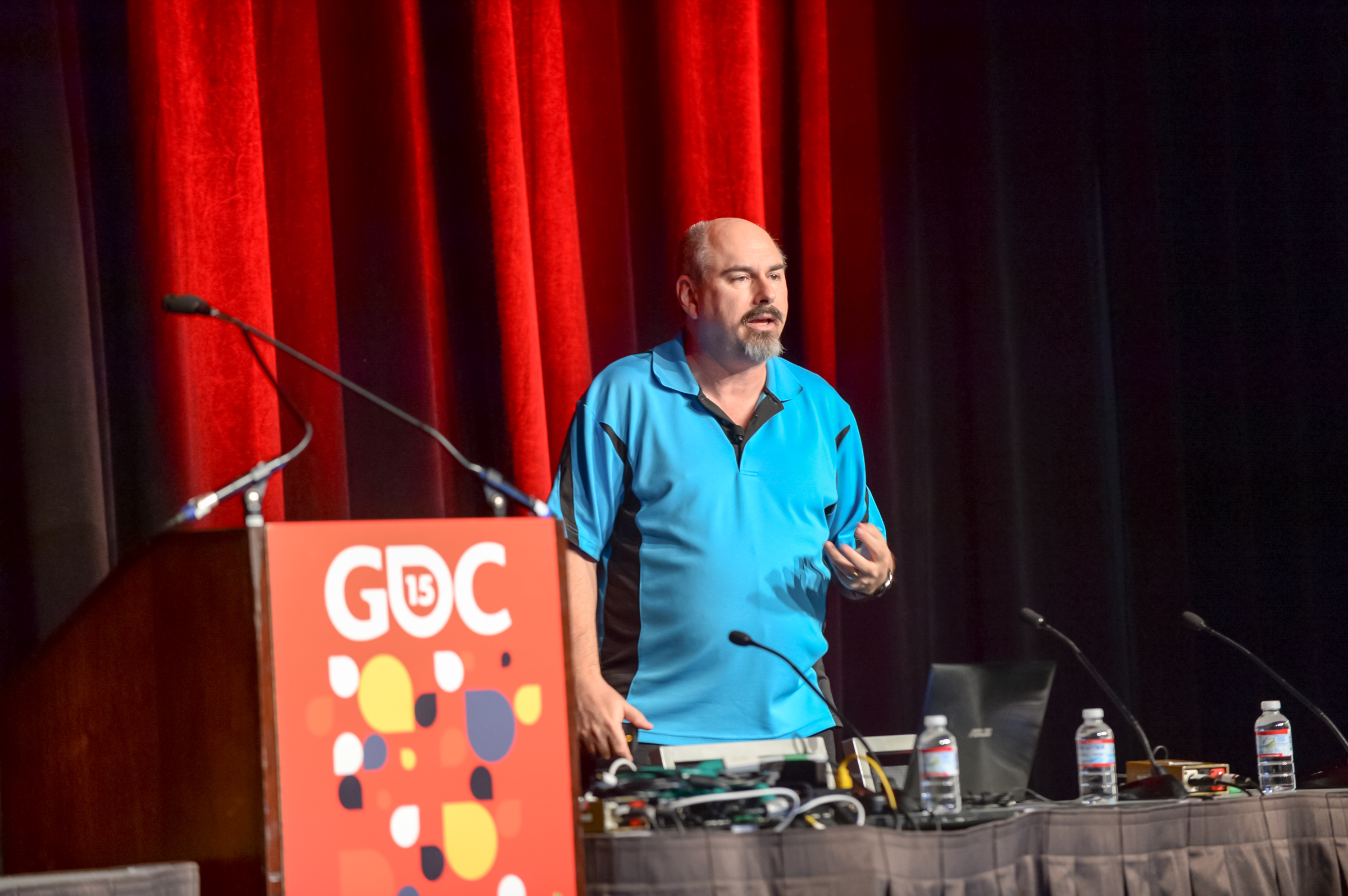
Howard Scott Warshaw (2015)

Howard Scott Warshaw (* 30. Juli 1957 in Colorado), auch bekannt unter dem Kürzel „HSW“ oder als „The Silicon Valley Therapist“, ist ein US-amerikanischer Psychotherapeut und ehemaliger Computerspiel-Designer. Bekannt wurde er durch die Atari Spiele Yars’ Revenge, Raiders of the Lost Ark und E.T. Der Außerirdische, die alle für die Atari 2600 Konsole entwickelt wurden. Darüber hinaus schrieb er zwei Bücher und produzierte sowie inszenierte drei TV-Dokumentationen.

## Frühe Jahre
Warshaw wuchs in New Jersey auf. Später ging er in New Orleans zur Schule. Nach dem Abitur arbeitete er bei Hewlett-Packard als Mehrgeräte-Systemingenieur. Er besuchte die Tulane University in New Orleans, an der er einen Bachelor-Abschluss in den Hauptfächern Mathematik und Wirtschaftswissenschaften machte. Er absolvierte Phi Beta Kappa und erhielt ein Stipendium für seine Diplom-Arbeit in Informatik. Ein Jahr später erhielt er seinen Master-Abschluss in Computer Engineering.
Im Jahr 1981 ging er zu Atari.

## Atari
Sein erster Erfolg bei Atari war das Spiel Yars’ Revenge. Das Spiel wurde ursprünglich als Atari-2600-Adaption des Arcade-Spiel „Star Castle“ geplant. Allerdings musste er das Spiel deutlich verändern, nachdem die technischen Einschränkungen der Atari 2600 deutlich wurden.
Das neue Konzept für das Spiel waren mutierte Stubenfliegen, die ihre Welt gegen feindliche außerirdische Angreifer verteidigten. Das Spiel war ein großer Erfolg und wird immer noch als eines der besten Spiele für den Atari 2600 betrachtet.
Der Erfolg führte dazu, dass Warshaw als Programmierer für das Atari 2600 Spiel „Raiders of the Lost Ark“ des Films Jäger des verlorenen Schatzes engagiert wurde, was ebenfalls ein großer Erfolg war.
Der Erfolg von „Raiders of the Lost Ark“ führte dazu, dass man ihn auch für die Umsetzung von E. T. Der Außerirdische zum gleichnamigen Film engagierte. Die Probleme bei der Umsetzung des Spiels begannen früh, nachdem bekannt geworden war, dass man nur fünf Wochen von der Idee bis zum fertigen Produkt hatte. Zwar wurde das Spiel rechtzeitig fertig, es wurde jedoch schlecht bewertet und als verwirrend und frustrierend beschrieben. Atari erlitt einen großen finanziellen Verlust durch das Projekt. Durch den gleichzeitig stattfindenden Video Game Crash in den Vereinigten Staaten führte dies schließlich zur Spaltung von Atari und innerhalb von zwei Jahren zum Verkauf der Firma. Während dieser Zeit entwickelte Warshaw ein weiteres Spiel namens „Saboteur“, das später an die Fernsehserie Das A-Team angepasst wurde. Atari wurde jedoch zerschlagen, bevor eine Version des Spiels veröffentlicht werden konnte.

## Späteres Leben
Nach dem Zusammenbruch von Atari schrieb Warshaw zwei Bücher. Das erste, The Complete Book of PAN, ist eine Anleitung für das Kartenspiel gleichen Namens. In dem zweiten Buch, der zweiten Conquering College, beschreibt er seine Techniken zu seinem akademischen Erfolg, wie RASABIC (Read Ahead, Stay Ahead, Be In Class), die es ihm ermöglichten, früh sein Studium zu absolvieren und ein ganzes Jahr Unterricht einzusparen.
Später studierte er Video-Produktion und veröffentlichte den Dokumentarfilm From There to Here: Scenes of Passage, eine Chronik der amerikanischen Einwanderung von zwei russischen Frauen aus der gleichen Familie; eine im Jahr 1912 und die andere im Jahr 1978. Anschließend drehte er die mehrteilige Dokumentation „Once Upon Atari“, eine Sammlung von Interviews und Geschichten der Mitarbeiter und Designer von Atari in den späten 1970er und frühen 1980er Jahren. Im Jahr 2005 produzierte und inszenierte er den Dokumentarfilm „Vice & Consent“, der die Mitglieder der BDSM-Szene in San Francisco zeigt. Dieser Dokumentarfilm wurde von der Santa Clara University als Teil ihres Sexualität-Programms aufgenommen.